# Atletisme als Jocs Olímpics d'estiu de 1904 - 400 metres homes

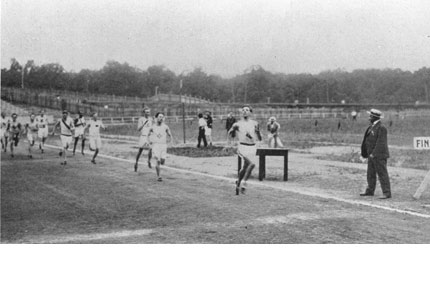
Final dels 400 metres

La prova dels 400 metres masculins va ser una de les proves disputades durant els Jocs Olímpics de Saint Louis de 1904. La prova es va disputar el 29 d'agost de 1904 i hi van prendre part 12 atletes de tres nacions diferents.

## Medallistes
| Or            | Plata        | Bronze        |
| Harry Hillman | Frank Waller | Herman Groman |

## Rècords
Aquests eren els rècords del món i olímpic (en segons) que hi havia abans de la celebració dels Jocs Olímpics de 1904.
| Rècord del Món | 47,8" (*)  | Maxey Long | Nova York (USA) | 29 de setembre de 1900 |
| Rècord olímpic | 49,4" (**) | Maxey Long | París (FRA)     | 15 de juliol de 1900   |

(*) 440 iardes (= 402.34 m)
(**) Aquest rècord es va fer en un estadi amb una pista de 500 metres de circumferència.
Harry Hillman va establir un nou rècord olímpic amb 49,2".

## Resultats
La cursa fou guanyada clarament per Harry Hillman, el qual va establir un nou rècord olímpic amb 49,2". Es desconeix la posició exacta dels atletes que arribaren entre la 7a i 12a posició, així com el temps dels atletes a partir de la 4a posició.
| Posició | Atleta           | Temps      |
| ------- | ---------------- | ---------- |
| Or      | Harry Hillman    | 49,2" OR   |
| Plata   | Frank Waller     | 49,9"      |
| Bronze  | Herman Groman    | 50,0"      |
| 4       | Joseph Fleming   | desconegut |
| 5       | Myer Prinstein   | desconegut |
| 6       | George Poage     | desconegut |
| 7-12    | Clyde Blair      | desconegut |
| 7-12    | Percival Molson  | desconegut |
| 7-12    | Paul Pilgrim     | desconegut |
| 7-12    | Johannes Runge   | desconegut |
| 7-12    | George Underwood | desconegut |
| 7-12    | Howard Valentine | desconegut |